# Pine Knoll Shores (Carolina del Norte)
Pine Knoll Shores es un pueblo ubicado en el condado de Carteret en el estado estadounidense de Carolina del Norte. La localidad en el año 2008, tenía una población de 1.547 habitantes en una superficie de 6.5 km², con una densidad poblacional de 258.3 personas por km².

## Geografía
Pine Knoll Shores se encuentra ubicado en las coordenadas 34°41′45″N 76°49′4″O / 34.69583, -76.81778. Según la Oficina del Censo, la localidad tiene un área total de 6,1 km² (2,4 mi²), de la cual 5,9 km² (2,3 mi²) es tierra y 0,2 km² (0,1 mi²) (3.39%) es agua.

### Localidades adyacentes
El siguiente diagrama muestra a las localidades en un radio de 16 kilómetros (9,9 mi) de Pine Knoll Shores.

## Demografía
En el 2008 la renta per cápita promedia del hogar era de $53.800, y el ingreso promedio para una familia era de $60.662. El ingreso per cápita para la localidad era de $34.618. En 2000 los hombres tenían un ingreso per cápita de $42.417 contra $27.321 para las mujeres. Alrededor del 3.6% de la población estaba bajo el umbral de pobreza nacional.